# Bacino galleggiante

Schema di funzionamento comparato tra un bacino di carenaggio (sopra) e uno galleggiante (sotto)

Il bacino galleggiante (in inglese: floating dock o floating dry dock è una particolare costruzione mobile che permette il sollevamento di una nave, ponendola all'asciutto pur essendo sul mare, consentendo l’effettuazione di lavori evitando l’utilizzo di bacini di carenaggio sulla terraferma.

## Descrizione
I bacini galleggianti hanno una sezione ad "U", con due pareti laterali ed un fondo. Funzionano con lo stesso principio della barca-porta: si riempiono d'acqua le casse del bacino, e questo affonda parzialmente sino a permettere alla nave di entrare. Quindi si pompa l'acqua fuori dalle casse, ed il bacino riemerge portando in secco anche la nave contenuta, consentendo così l’effettuazione di lavori sotto la linea di galleggiamento, quali il carenaggio (disincrostazione, verniciatura chiglia, calafatura) o il raddobbo (riparazione).

## Galleria d'immagini

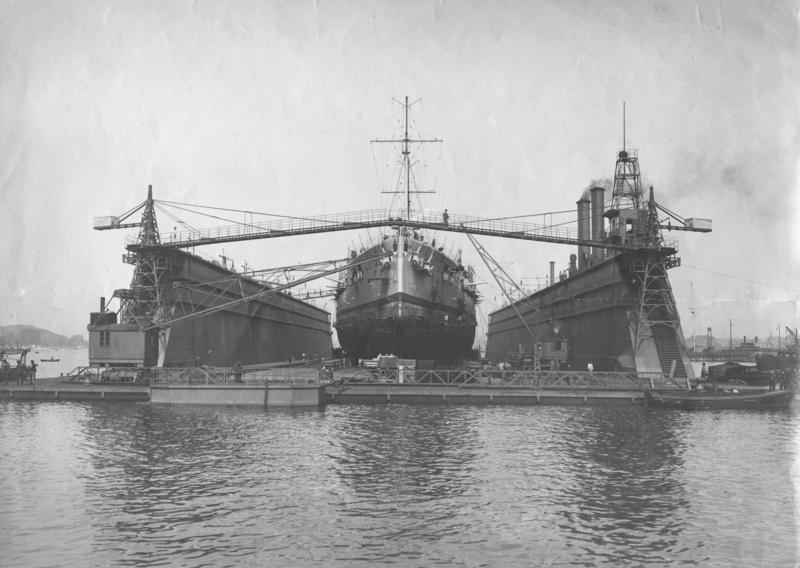
Bacino galleggiante del  Kaiserliche Werft di Kiel con la SMS Helgoland.
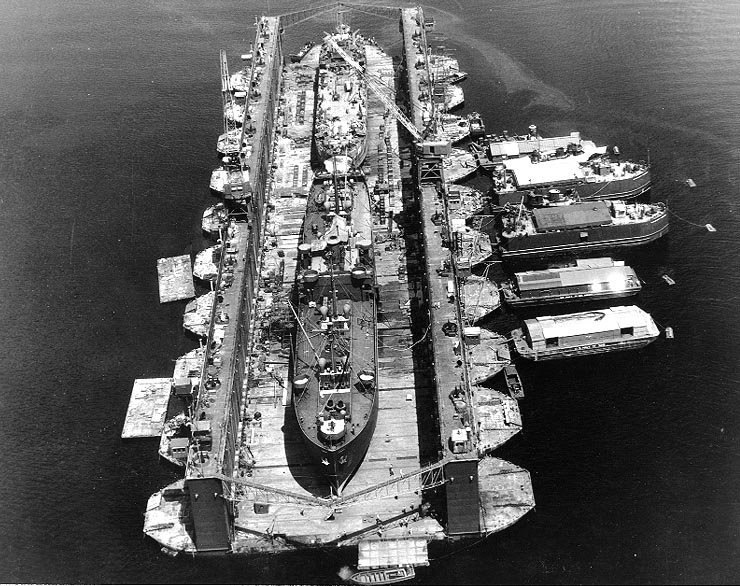
Bacino galleggiante  USS Artisan (ABSD-1) della Marina degli Stati Uniti durante la guerra del Pacifico.
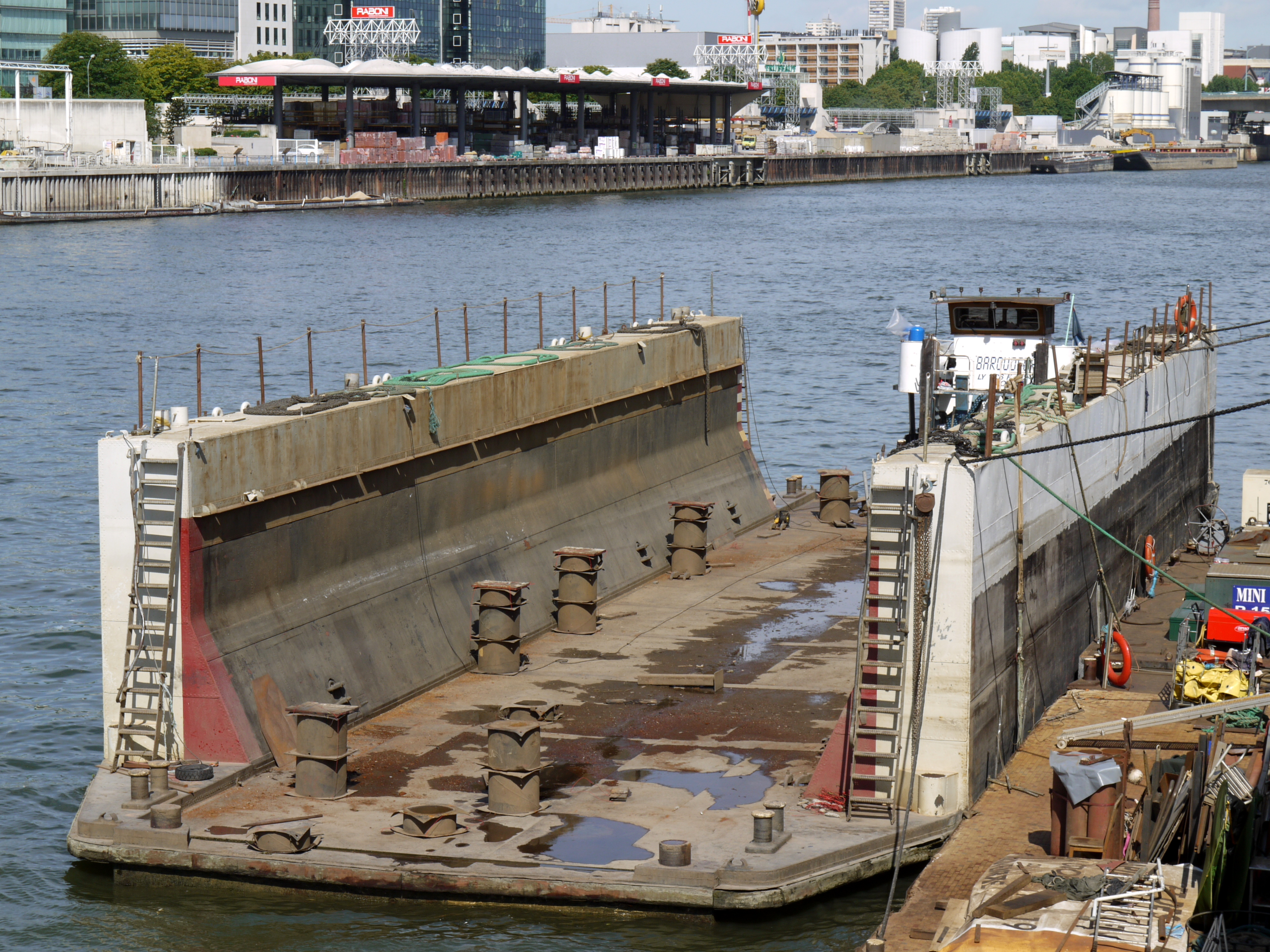
Bacino galleggiante per péniche sulla Senna.
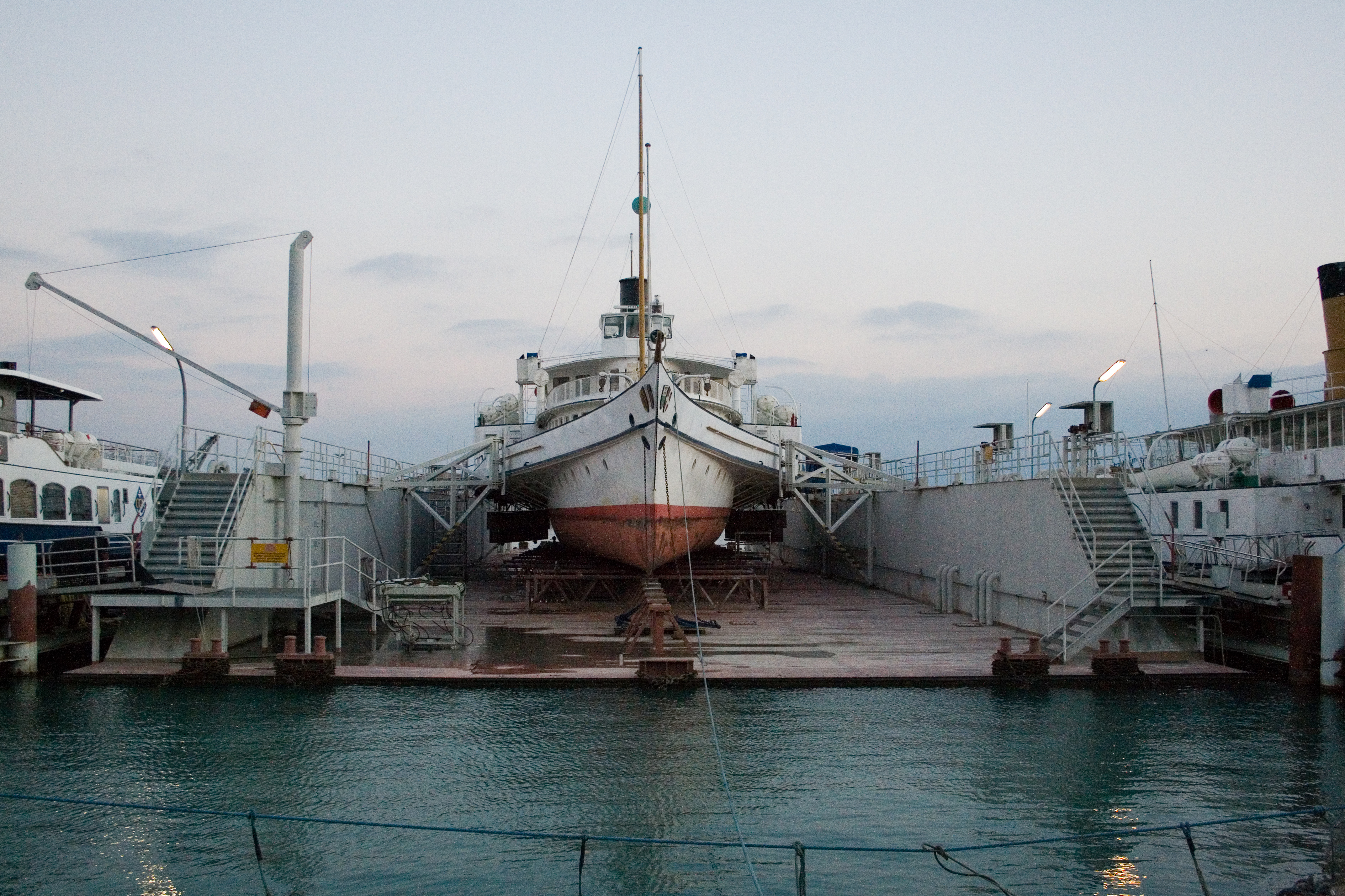
Bacino galleggiante sul lago Lemano.
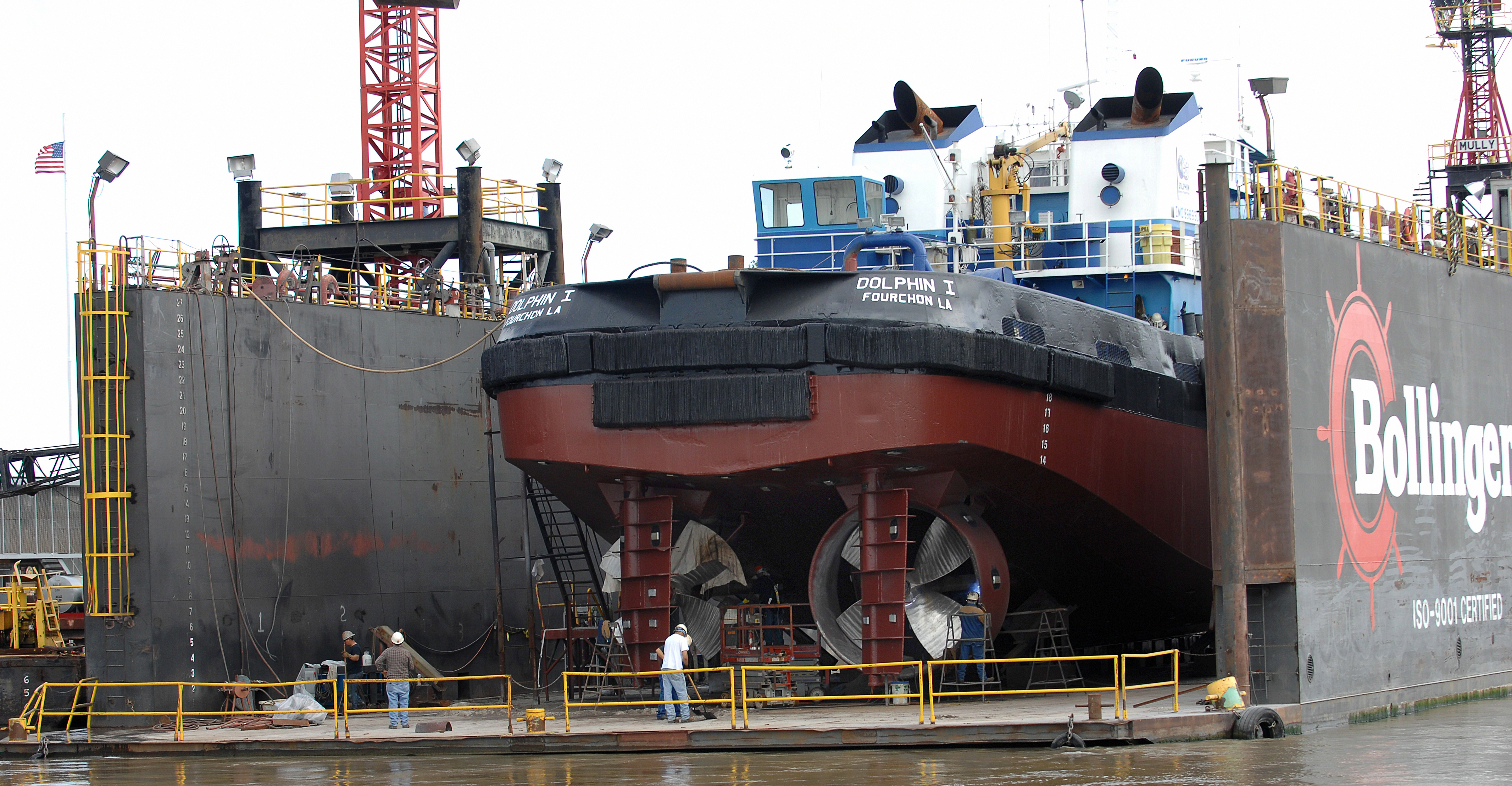
Il rimorchiatore Dolphin I nel bacino galleggiante n. 2 dei Bollinger Shipyards, sul fiume Mississippi, ad Algiers, Louisiana
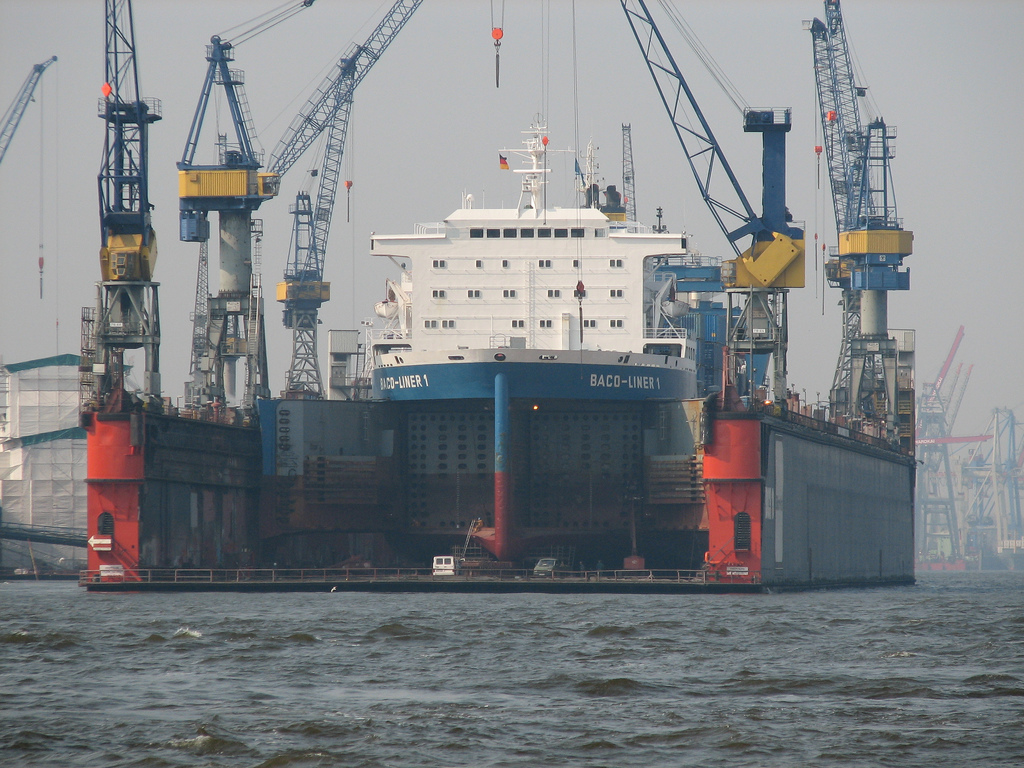
Blohm + Voss Dock 10, nel porto di Amburgo Germania
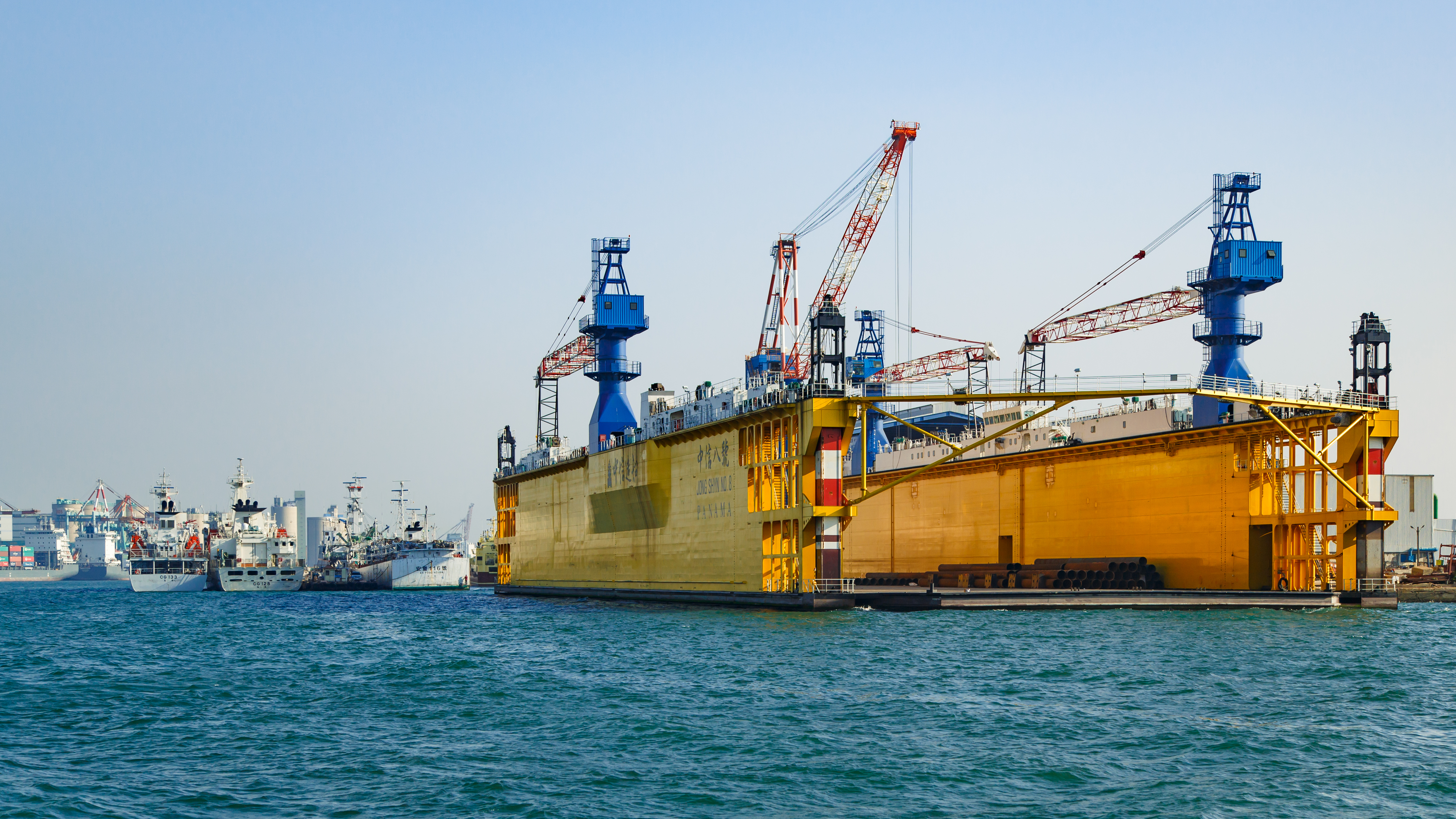
Bacino galleggiante n. 8 dei cantieri Jong Shyn nel porto di Kaohsiung, Taiwan
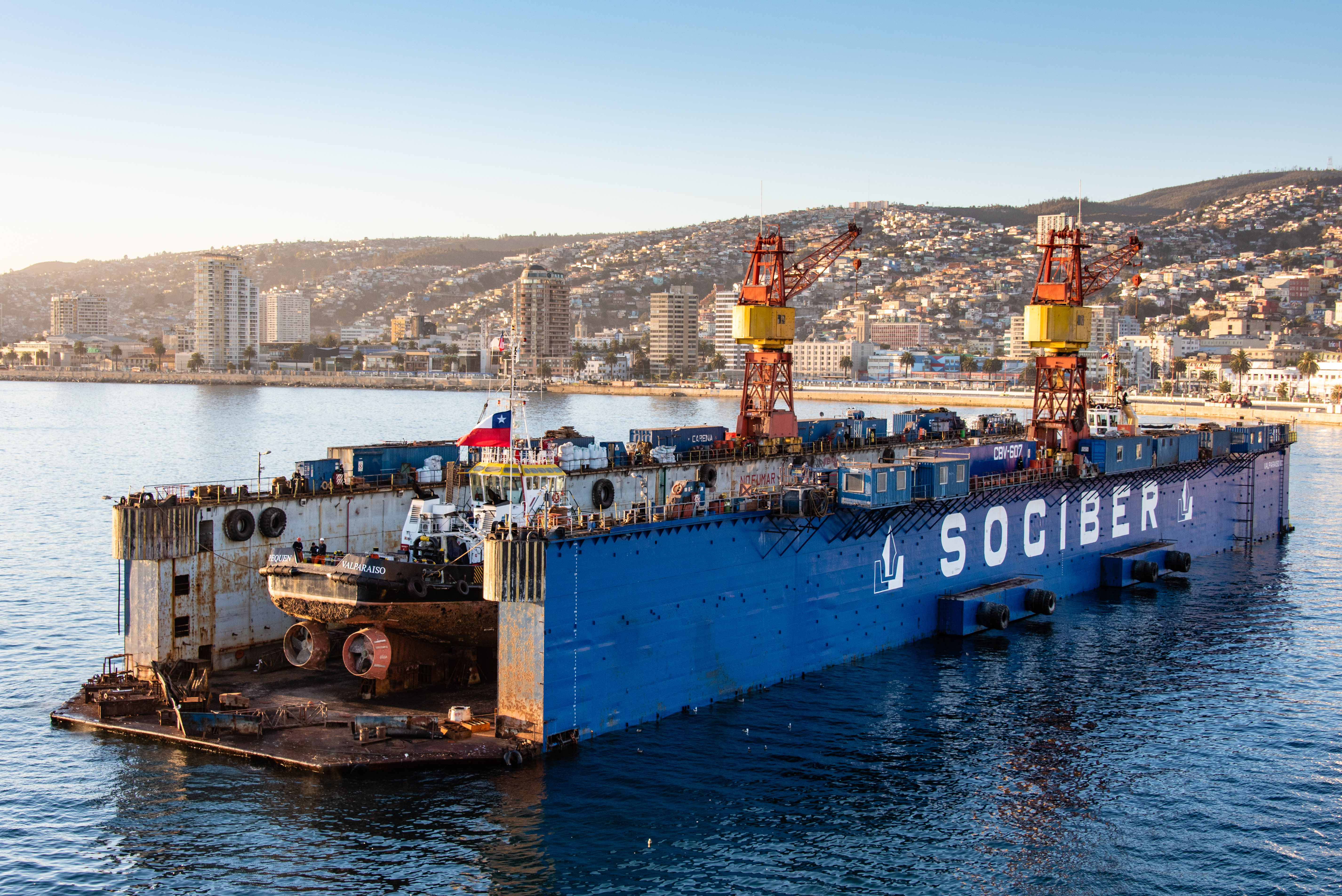
Bacino galleggiante SOCIBER Valparaiso III col rimorchiatore Pequen ai lavori nella platea a Valparaiso, Cile